# Municipio de Kalkaska
El municipio de Kalkaska (en inglés: Kalkaska Township) es un municipio ubicado en el condado de Kalkaska en el estado estadounidense de Míchigan. En el año 2010 tenía una población de 4722 habitantes y una densidad poblacional de 25,6 personas por km².

## Geografía
El municipio de Kalkaska se encuentra ubicado en las coordenadas 44°43′53″N 85°12′52″O / 44.73139, -85.21444. Según la Oficina del Censo de los Estados Unidos, el municipio tiene una superficie total de 184.47 km², de la cual 182.44 km² corresponden a tierra firme y (1.1%) 2.04 km² es agua.

## Demografía
Según el censo de 2010, había 4722 personas residiendo en el municipio de Kalkaska. La densidad de población era de 25,6 hab./km². De los 4722 habitantes, el municipio de Kalkaska estaba compuesto por el 96.27% blancos, el 0.3% eran afroamericanos, el 1.02% eran amerindios, el 0.51% eran asiáticos, el 0.02% eran isleños del Pacífico, el 0.23% eran de otras razas y el 1.65% pertenecían a dos o más razas. Del total de la población el 1.67% eran hispanos o latinos de cualquier raza.